# Black Box Recorder
Black Box Recorder war ein englisches Indie-/Elektropop-Trio, das 1998 die Songwriter Luke Haines und John Moore sowie Sängerin Sarah Nixey gründeten. Das Arrangement ihrer Pop-Melodien war größtenteils geprägt durch die zu dieser Zeit speziell in Großbritannien populären Musikrichtungen Trip-Hop und Ambient.
2001 heirateten John Moore und Sarah Nixey. Die Band wurde 2004 vorübergehend stillgelegt und im Jahr 2006 die Ehe zwischen Moore und Nixey wieder geschieden.
2007 arbeitete die Band mit Art Brut unter dem Projektnamen The Black Arts zusammen und veröffentlichte eine Weihnachtssingle mit dem Titel Christmas Number One.
2009 kehrte die Band mit mehreren Konzerten in London auf die Bühne zurück. Zugleich gab man bekannt, es sei ein weiteres Album zu erwarten. Das erschien jedoch nie. Am 16. April 2010 gab die Band bekannt, sich nach Veröffentlichung der letzten Single Keep It in the Family  aufzulösen. Sie erschien am 6. Mai desselben Jahres.

## Diskografie
Alben
- 1998: England Made Me
- 2000: The Facts of Life
- 2003: Passionoia

Kompilationen
- 2001: The Worst of Black Box Recorder (enthält die B-Seiten der ersten vier Singles, darunter eine Coverversion von Seasons in the Sun und zwei Remixe, sowie deren Musikvideos)